# Bo Donaldson and the Heywoods
Bo Donaldson and the Heywoods es el segundo álbum de estudio de la banda estadounidense del mismo nombre. Fue publicado en junio de 1974 a través del sello discográfico ABC Records. El álbum incluye su canción insignia «Billy Don't Be a Hero, la cual alcanzó la posición número 1 en la lista de sencillos de los Estados Unidos.

## Recepción de la crítica
La revista Billboard lo nombró una selección “Spotlight” y un crítico no especificado indicó: “El álbum ‘Billy, Don't Be a Hero’ no sólo tiene el sencillo que hasta ahora vendió 1,8 millones de unidades, según ABC, sino que contiene otros dos o tres posibles sencillos número uno. Impecable producción orientada al bubblegum de Steve Barri”. Un escritor no especificado de la revista Cash Box declaró: “Las armonías son impecables y los arreglos y la dinámica perfectos para el fuerte material que presenta el grupo”. Un escritor no especificado de Record World declaró: “Las canciones incluidas son temas comerciales del más alto calibre”.

## Lista de canciones
| Lado uno |                                |                         |          |  |
| N.º      | Título                         | Escritor(es)            | Duración |  |
| 1.       | «Girl Don't Make Me Wait»      | Leon Huff               | 2:41     |  |
| 2.       | «Who Do You Think You Are»     | Clive Scott Des Dyer    | 3:17     |  |
| 3.       | «Fool's Way of Lovin'»         | Michael Price Dan Walsh | 3:07     |  |
| 4.       | «Hang Your Lamp in the Window» | John Rosasco Don Rogers | 3:08     |  |
| 5.       | «Deeper and Deeper»            | Price Walsh             | 2:50     |  |
| 6.       | «Goodnight and Good Morning»   | John Oates Daryl Hall   | 3:16     |  |

| Lado dos |                             |                              |          |  |
| N.º      | Título                      | Escritor(es)                 | Duración |  |
| 1.       | «Billy, Don't Be a Hero»    | Mitch Murray Peter Callander | 3:40     |  |
| 2.       | «Goodbye Holly, Goodbye»    | Stuart Edwards Dave Taylor   | 2:55     |  |
| 3.       | «Keep On Believin' in Love» | Jack Carone                  | 2:56     |  |
| 4.       | «Don't Ever Look Back»      | Walsh Mitchell Bottler       | 2:43     |  |
| 5.       | «The Last Blues Song»       | Barry Mann Cynthia Weil      | 3:48     |  |

## Créditos y personal
Créditos adaptados desde las notas de álbum de Bo Donaldson and the Heywoods.
Bo Donaldson and the Heywoods
- Bo Donaldson – teclados, trompeta, coros
- Mike Gibbons – coros, trompeta, bajo eléctrico
- Rick Joswick – voz principal, percusión
- David Krock – bajo eléctrico, trompeta, coros
- Gary Coveyou – lengüeta, instrumento de viento-madera, coros
- Nicky Brunetti – batería, percusión, coros
- Scott Baker – guitarra, coros

Personal técnico
- Steve Barri – productor
- Phil Kaye – ingeniero de audio
- Howard Gale – ingeniero de audio
- Roger Nichols – ingeniero de audio
- Earl Klasky – diseño
- Fred Valentine – fotografía

## Posicionamiento
| Gráfica (1974)                            | Pico de posición |
| ----------------------------------------- | ---------------- |
| Estados Unidos (Billboard Top LPs & Tape) | 97               |